# Loddon River (vattendrag i Australien, Victoria, lat -35,53, long 143,87)
Loddon River är ett vattendrag i Australien. Det ligger i delstaten Victoria, omkring 270 kilometer norr om delstatshuvudstaden Melbourne.
Trakten runt Loddon River består till största delen av jordbruksmark. Runt Loddon River är det mycket glesbefolkat, med 3 invånare per kvadratkilometer. Genomsnittlig årsnederbörd är 389 millimeter. Den regnigaste månaden är februari, med i genomsnitt 51 mm nederbörd, och den torraste är januari, med 11 mm nederbörd.